# ياسوناري كواباتا
ياسوناري كواباتا (باليابانية: 川端 康成 كواباتا ياسوناري)  المولود في 14 يونيو 1899 والمتوفى في 16 أبريل 1972 روائي ياباني أهّله إبداعه النثري المكتوب بلغة شعرية راقية وغامضة للحصول على جائزة نوبل للأدب 1968؛ ليصبح بذلك أول أديب ياباني يحصل على الجائزة العالمية. ترجمت أعماله للغة الإنجليزية وبعضها للعربية، ولا تزال مقروءة إلى اليوم.

## سيرة ذاتية
وُلد كواباتا في أوساكا، وفقد والديه عندما كان في الثانية من عمره ليقوم جداه بتربيته بعد ذلك، وكان له أخت كبرى أخذتها عمة بعيدة لتربيها. ماتت جدته عندما أصبح في السابعة من عمره، وتوفيت شقيقته التي رآها مرة واحدة فقط منذ موت والديه عندما أصبح في العاشرة، وعندما صار في الخامسة عشرة من عمره توفي جده. وبفقدانه كل أفراد عائلته الأقربين، انتقل للإقامة مع عائلة والدته (آل كورودا)، ثم انتقل في يناير 1916 إلى بيت داخلي قرب المدرسة الثانوية حيث يدرس، وبعد تخرجه منها في 1917 انتقل إلى طوكيو آملاً في اجتياز امتحان المدرسة الثانوية الأولى التي كانت تعمل بإدارة جامعة طوكيو الإمبراطورية. نجح في الامتحان ودخل كلية الدراسات الإنسانية ليتخصص في اللغة الإنجليزية، وفي يوليو 1920 تخرج من الثانوية وبدأ دراسته في جامعة طوكيو الإمبراطورية في نفس الشهر.
وبالإضافة إلى الكتابة الأدبية، عمل أيضاً كمراسل لصحيفة ماينيتشي شيمبون من أوساكا وطوكيو، رغم أنه رفض المشاركة في التعبئة العسكرية التي رافقت الحرب العالمية الثانية، فإنه لم يتأثر بالإصلاحات السياسية اللاحقة في اليابان. ومع موت أفراد عائلته بينما كان في سن مبكرة، أثرت الحرب بشكل كبير عليه، وبعد انتهاء الحرب بوقت قصير قال بأنه لن يستطيع أن يكتب إلا المراثي.

## مهنته الأدبية
بينما كان لا يزال طالباُ في الجامعة، أعاد كواباتا إصدار مجلة جامعة طوكيو الأدبية (اتجاهات الفكر الجديدة) التي كانت معطلة لأكثر من أربع سنوات. وفيها نشر قصته القصيرة الأولى «مشهد من جلسة أرواح»، وخلال سنواته في الجامعة بدل اختصاصه إلى الأدب الياباني، وكتب أطروحة تخرج بعنوان: «تاريخ موجز للروايات اليابانية». تخرج من الكلية في مارس 1924. وفي أكتوبر 1924 بدأ كواباتا، ويوكوميتسو ريتشي مع عدد من الكتاب الشبان صحيفة أدبية جديدة سُميت «عصر الأدب». وكانت رد فعل للمدارس الأدبية اليابانية الراسخة القديمة، خصوصاً المدرسة الطبيعية، بينما وقفت في الوقت عينه ضد أدب العمال أو المدارس الاشتراكية/الشيوعية. كانت إحدى حركات الفن للفن، وتأثرت بالتكعيبية، والتعبيرية، وغيرها من الأنماط الأوروبية الحديثة. وابتكر كواباتا ويوكوميتسو مصطلحاً هو «شينكانكاكوها» لوصف حركتهما الانطباعية الجديدة، المعتمدة على منظور أحاسيس مختلف في الكتابة الأدبية.
بدأ كواباتا في جذب الانتباه إليه بعدد من القصص القصيرة بعد تخرجه بوقت قصير، وهُلل لقصته راقصة آيزو في 1926، وهي قصة بزوغ حب جديد إيروتيكي، ومعظم أعماله اللاحقة تستكشف ثيمات مشابهة. بلد الثلج واحدة من أشهر رواياته، بدأت في 1934 ونُشرت مسلسلة منذ 1935 حتى 1937. حكاية حول علاقة حب بين شاب يهوى الفن من طوكيو، وغيشا من إحدى المقاطعات، تدور أحداثها في مدينة بعيدة ربيعها حار؛ مكان ما في الغرب قرب جبال اليابان الشاهقة. رسخت كواباتا كأحد أبرز الكتاب اليابانيين، وأصبحت مباشرة إحدى الكلاسيكيات. وصفها إدوارد ج. شايدنسترايكر بأنها قد تكون تحفة كواباتا الأدبية.
بعد نهاية الحرب العالمية الثانية، تواصل نجاح كواباتا مع أعماله اللاحقة: طيور الكركي الألف، صوت الجبل، بيت الجميلات النائمات، جمال وحزن، والعاصمة القديمة.
الكتاب الذي اعتبره هو نفسه أفضل أعماله كان سيد الغو (1951) الذي يتعارض بشدة مع أعماله الأخرى. رواية شبه خيالية عن مباراة غو كبرى في 1938، كان كواباتا قد كتب عنها في صحيفة ماينيتشي. كانت آخر مباراة في مسيرة المعلم شوساي المهنية، وخسرها لصالح متحديه الأصغر سناً، ليموت بعد سنة أو أكثر بقليل. وبالرغم من أن الرواية تتحرك على السطح كإعادة حكاية لكفاح مشوق، فإنها اعتبرت كرواية رمزية توازي هزيمة اليابان في الحرب العالمية الثانية.

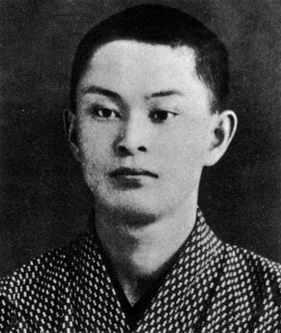
كواباتا في عام 1917

وكرئيس لرابطة القلم الدولية لسنوات عديدة بعد الحرب، دفع كواباتا بقوة في اتجاه ترجمة الأدب الياباني إلى الإنجليزية ولغات أخرى.

## القصص القصيرة
كتب كاواباتا أيضاً أكثر من مئة وأربعين قصة قصيرة، كان يطلق عليها قصص كف اليد (the palm of the hand) لقصرها، إذ تراوح طول القصص بين الصفحة والسبع صفحات، جسّد فيها عمق العاطفة الإنسانية وسبر أغوار النفس البشرية. وكانت القصة القصيرة جداً الجنس الأدبي المفضل لديه، إذ وجد في المساحة المحدودة فيها ميزة مكنته من استخدام الغموض الذي برع فيه، ومن ترك العنان لخيال القارئ. وقد اقترب في أسلوبه هذا من الشعر، إذ تشبه كل قصة قصيدة شعرية في عمقها وكثافة رموزها وتركيزها. كان يكتب القصص الواحدة تلو الأخرى وكأن الواحدة تلهم الأخرى كما القصائد، فتأتي باندفاعات إبداعية مفاجئة وغزيرة. وما يميز قصصه القصيرة ليس فقط كثرة عددها، وإنما تنوع موضوعاتها وأسلوبها، فبعضها يمتاز بوحدة النص وتماسكه، وبعضها الآخر يأتي بصيغة مفككة كالحلم بأسلوب انطباعي. وتشكل هذه القصص بمجموعها مرآة كبيرة للحياة الإنسانية، وقد جمعت في مجلدات كثيرة، وترجمت إلى لغات عدة فحققت انتشاراً واسعاً بين القراء في الغرب. وكانت آخر هذه القصص القصيرة، قصة اختزلها عن روايته بلد الثلج بعنوان لقطات من بلد الثلج (Gleanings of the Snow Country)، التي شكلت تحولاً في أسلوب التأليف الذي كان يتبعه، إذ كان يستوحي رواياته الطويلة من فكرة بسيطة ويسهب ويتوسع فيها، بينما حدث العكس في قصته الأخيرة تلك. ومن قصصه أيضا ثمرة الرمان المترجمة والمنشورة في مجلة العربي الكويتية.

### راقصة الأيزو
قصة ألفها كاواباتا في عام 1926، وهي قصة حب مستوحاة من حياته. ترجمت للغة الإنجليزية في عام 1955، ثم مرة أخرى في عام 1998.

### عصابة أوساكا القرمزية
قصة تروي نوع الحياة في أساكوزا، ألفها في عام 1930 قيل أنها تبرز تأثره بالحداثة الغربية.

### بلد الثلوج
يروي فيها كاواباتا عن معضلة التقدم في العمر، وضياع الحب والجمال خلال ذلك. نشرت على أجزاء منذ 1935، ثم ترجمت للإنجليزية 1956.

### سيد الغو
تصنف كأفضل أعماله، نشرت على أجزاء في عام 1951.

### البحيرة
في عام 1954 كتب القصة حول معلم مدرسة سابق يدعى غيمبي موموا.

### العاصمة القديمة
في عام 1962 كتب القصة عن حياة الإنسان الياباني بمدينة كيوتو.

### ذراع واحدة
نموذج لسحر الواقعية في الأدب الياباني، ألفها كاواباتا في عام 1964.

### الهندباء
في عام 1964 أنهى كتابة قصة الهندباء لكنها لم تنشر إلا بعد وفاته في عام 1972.

## وفاته
انتحر كواباتا في 1972 بخنق نفسه بالغاز. وحاولت العديد من النظريات تفسير انتحاره، ومن بينها صحته الضعيفة، قصة حب محتملة مرفوضة من المجتمع، أو صدمة انتحار تلميذه وصديقه يوكيو ميشيما في 1970. وعلى أي حال، فإنه على العكس من ميشيما، لم يترك رسالة قبل انتحاره، وبما أنه لم يناقش مسألة الانتحار بشكل مؤثر في كتاباته؛ فإن دوافعه تبقى غامضة.

## قائمة أعماله
| رقم | تاريخ كتابة الرواية | اســم الرواية الأصلي                         | اســم الرواية العربي   | تاريخ الترجمة للعربية |
| --- | ------------------- | -------------------------------------------- | ---------------------- | --------------------- |
| 1   | 1926                | 伊豆の踊子 Izu no Odoriko                    | راقصة آيزو             | 1 تشرين الأول 1990    |
| 2   | 1930                | 浅草紅團 Asakusa Kurenaidan                  | عصابة أوساكا القرمزية  | لم تترجم بعد          |
| 3   | 1935 - 1937,1947    | 雪国 Yukiguni                                | بلد الثلج              | 1993                  |
| 4   | 1951 - 1954         | 名人 Meijin                                  | سيد الغو               | 1984                  |
| 5   | 1949 - 1952         | 千羽鶴 Senbazuru                             | طيور الكركي الألف      | 1 كانون الثاني 1991   |
| 6   | 1949 - 1954         | 山の音 Yama no Oto                           | صوت الجبل              | 1983                  |
| 7   | 1954                | みづうみ（みずうみ） Mizuumi                 | البحيرة                | 1993                  |
| 8   | 1961                | 眠れる美女 Nemureru Bijo                     | منزل الجميلات النائمات | الطبعة الثانية 2006   |
| 9   | 1962                | 古都 Koto                                    | العاصمة القديمة        | 1999                  |
| 10  | 1964                | 美しさと哀しみと Utsukushisa to Kanashimi to | جمال وحزن              | 1983                  |
| 11  | 1964                | 片腕 Kataude                                 | ذراع واحدة             |                       |
| 12  | 1922 - 1972         | 掌の小説 Tenohira no Shōsetsu                | قصص بحجم راحة يد       | 1999                  |

## طوابع
قامت الحكومة اليابانية بإصدار مجموعة طوابع بإصدارات متنوعة تخليدا لذكرى كواباتا، كما قامت عدة حكومات بإصدار مجموعة طوابع للحاصلين على جائزة نوبل يظهر كاواباتا ضمن قائمة الحاصلين على الجائزة.

طابع ياباني يظهر كاواباتا عند حصوله على جائزة نوبل
طابع ياباني صدر عام 1999 عن كاواباتا
مجموعة تظهر الحاصلين على جائزة نوبل [9]
مجموعة من غيانا تظهر الحاصلين على جائزة نوبل [9]
مجموعة من غامبيا تظهر الحاصلين على جائزة نوبل [10]
مجموعة من نيفيس تظهر الحاصلين على جائزة نوبل [11]
طابع سويدي يذكر فيه اسم الكاتب ياسوناري [12]
طابع من غينيا بيساو عليه جائزة نوبل وصورة ياسوناري كواباتا

## روابط خارجية
- ياسوناري كواباتا على موقع IMDb (الإنجليزية)
- ياسوناري كواباتا على موقع الموسوعة البريطانية (الإنجليزية)
- ياسوناري كواباتا على موقع مونزينجر (الألمانية)
- ياسوناري كواباتا على موقع ألو سيني (الفرنسية)
- ياسوناري كواباتا على موقع أول موفي (الإنجليزية)
- ياسوناري كواباتا على موقع إن إن دي بي (الإنجليزية)
- ياسوناري كواباتا على موقع ديسكوغز (الإنجليزية)
- ياسوناري كواباتا على موقع قاعدة بيانات الفيلم (الإنجليزية)
- ياسوناري كواباتا على موقع ANN person (الإنجليزية)